# Monosporiella meliolicola
Monosporiella meliolicola är en svampart som först beskrevs av Speg., och fick sitt nu gällande namn av Speg. 1918. Monosporiella meliolicola ingår i släktet Monosporiella, divisionen sporsäcksvampar och riket svampar.   Inga underarter finns listade i Catalogue of Life.